# Мјунстер (Тексас)
Мјунстер (енгл. Muenster) град је у америчкој савезној држави Тексас. По попису становништва из 2010. у њему је живело 1.544 становника.

## Демографија
Према попису становништва из 2010. у граду је живело 1.544 становника, што је 12 (0,8%) становника мање него 2000. године.
| Група             | 2000.         | 2010.         |
| Белци             | 1.506 (96,8%) | 1.459 (94,5%) |
| Афроамериканци    | 0 (0,0%)      | 2 (0,1%)      |
| Азијати           | 8 (0,5%)      | 9 (0,6%)      |
| Хиспаноамериканци | 34 (2,2%)     | 60 (3,9%)     |
| Укупно            | 1.556         | 1.544         |